# Династія Вей
Ве́й (кит.: 魏; піньїнь: wèi) — династія і держава в Китаї періоду Саньго. Існувала протягом 220—265 років. Заснована китайським полководцем Цао Цао та його сином Цао Пі. Контролювала землі Північного і Центрального Китаю. В історичній літературі часто називається Цао-Вей (піньїнь: cáo-wèi) або Рання Вей (кит.: 前魏; піньїнь: qián-wèi).

## Короткі відомості
Основи династії Вей були закладені Цао Цао, полководцем династії Хань. В часи занепаду останньої він, підтримуючи ханського імператора Сяня, завоював провінцію Янь на території Шаньдунського півострова і переніс столицю з Лояну до міста Сю провінції Юй. 200 року в битві при Гуаньду Цао Цао розбив свого суперника — великого регіонального володаря Юань Шао і об'єднав під своїм командуванням весь Північний Китай, встановив власну резиденцію в місті Єчен провінції Цзі.
208 року Цао Цао став головним міністром династії Хань й від імені імператора розпочав підкорення регіональних володарів Південного Китаю. Під час походу на південь він зазнав поразки в битві при Чібі від коаліції військ Лю Бея та Сунь Цзюаня. Попри це, Цао Цао вдалося захопити центральнокитайську рівнину Гуаньчжун, за що імператор надав йому титул гуна Вей. Цао Цао продовжив завойовницькі походи і силами свого родича Сяхоу Юаня підкорив провінцію Лян. Після цього він розлучив імператора з імператрицею Фу, поставивши замість неї свою доньку. 216 року Цао Цао вдалося підкорити теократичну державу Чжан Лу в районі Ханьчжуна, за що його нагородили титулом вана Вей.
Цао Цао був названим сином палацового євнуха і початково не мав військово-політичної та економічної бази для створення нової династії Вей. Проте після переїзду до міста Сю він створив ряд великомасштабних військових поселень, які дали йому військо і провіант. Населення поселень формувалося за рахунок селян та солдат, зігнаних із підкорених земель, розбійників і безпритульних. Половина поселенців була зайнята в колективному сільському господарстві, а інша половина — в походах. Адміністрація Цао Цао укомплектовувалася, переважно, легістами з родин Сюнь, Ченьцюнь та Чжун, головним гаслом яких було «сильне господарство — сильна держава».
220 року, після смерті Цао Цао, його син Цао Пі провів реформу набору чиновників до адміністрації. Планувалося залучити до неї якомога ширші верстви населення, проте в результаті головні чиновницькі місця отримали вихідці лише зі знатних сімей, зокрема Чжун Ю.

## Імператори Вей
| Посмертне ім'я | Особисте ім'я   | Період правління | Девіз правління                                                                               |
| --- | --------------- | ---------------- | --------------------------------------------------------------------------------------------- |
| Історично використовується форма Вей + посмерте ім'я, за виключенням імператора Цао Пі, для якого використовується особисте ім'я. |                 |                  |                                                                                               |
| Вень-ді 文帝 | Цао Пі 曹丕     | 220—226          | - Хуанчу (黃初 Huángchū) 220—226                                                              |
| Мін-ді 明帝 | Цао Жуй 曹叡    | 226—239          | - Тайхэ (太和 Tàihé) 227—233 - Цінлун (青龍 Qīnglóng) 233—237 - Цзінчу (景初 Jǐngchū) 237—239 |
| Ці-ван 齊王 або Шаолін Лі-гун 邵陵厲公                                                                                            | Цао Фан 曹芳    | 239—254          | - Чженши (正始 Zhèngshǐ) 240—249 - Цзяпін (嘉平 Jiāpíng) 249—254                              |
| Гаогуйсян-ґун 高貴鄉公 | Цао Мао 曹髦    | 254—260          | - Чжен-юань (正元 Zhèngyuán) 254—256 - Ганьлу (甘露 Gānlù) 256—260                            |
| Юань-ді 元帝 | Цао Хуань >曹奐 | 260—265          | - Цзін-юань (景元 Jǐngyuán) 260—264 - Сяньсі (咸熙 Xiánxī) 264—265                            |